# Диво (Цілком таємно)
Диво (Milagro) — 18-й епізод шостого сезону серіалу «Цілком таємно». Епізод не належить до «міфології серіалу» — це монстр тижня. Прем'єра в мережі «Фокс» відбулася 18 квітня 1999 року.
У США серія отримала рейтинг домогосподарств Нільсена рівний 9.4, який означає, що в день виходу її подивилися 15.2 мільйона чоловік.

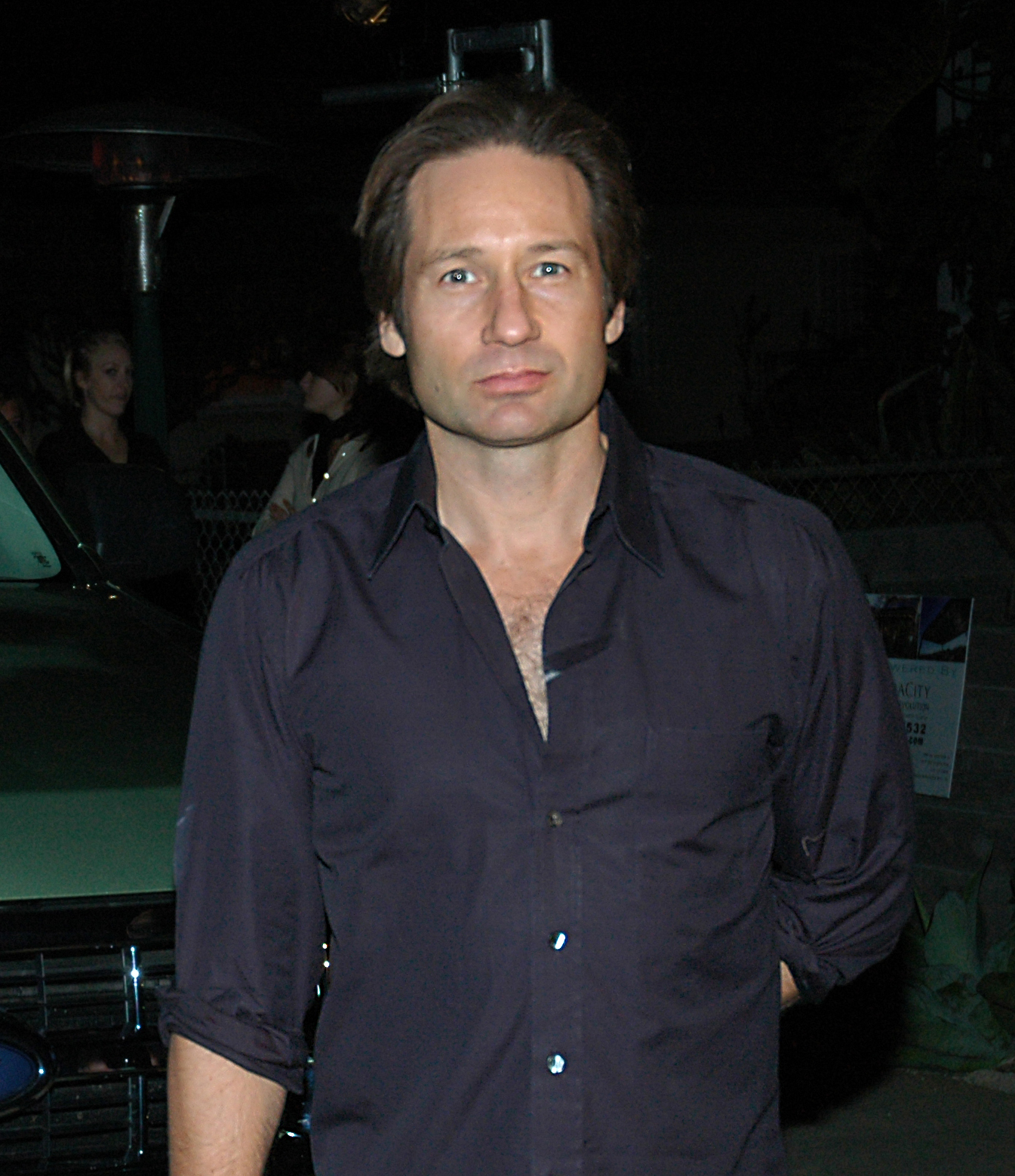

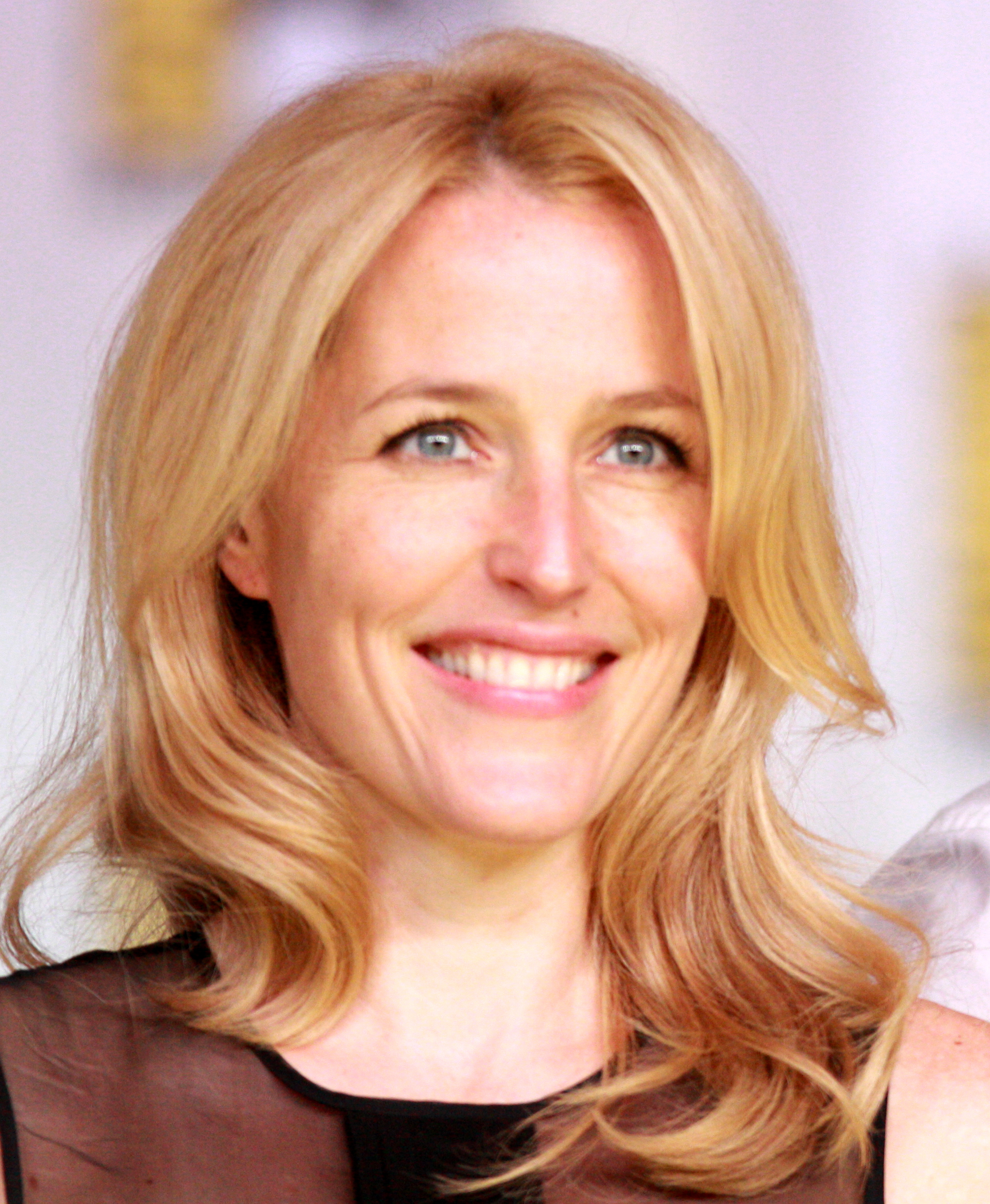

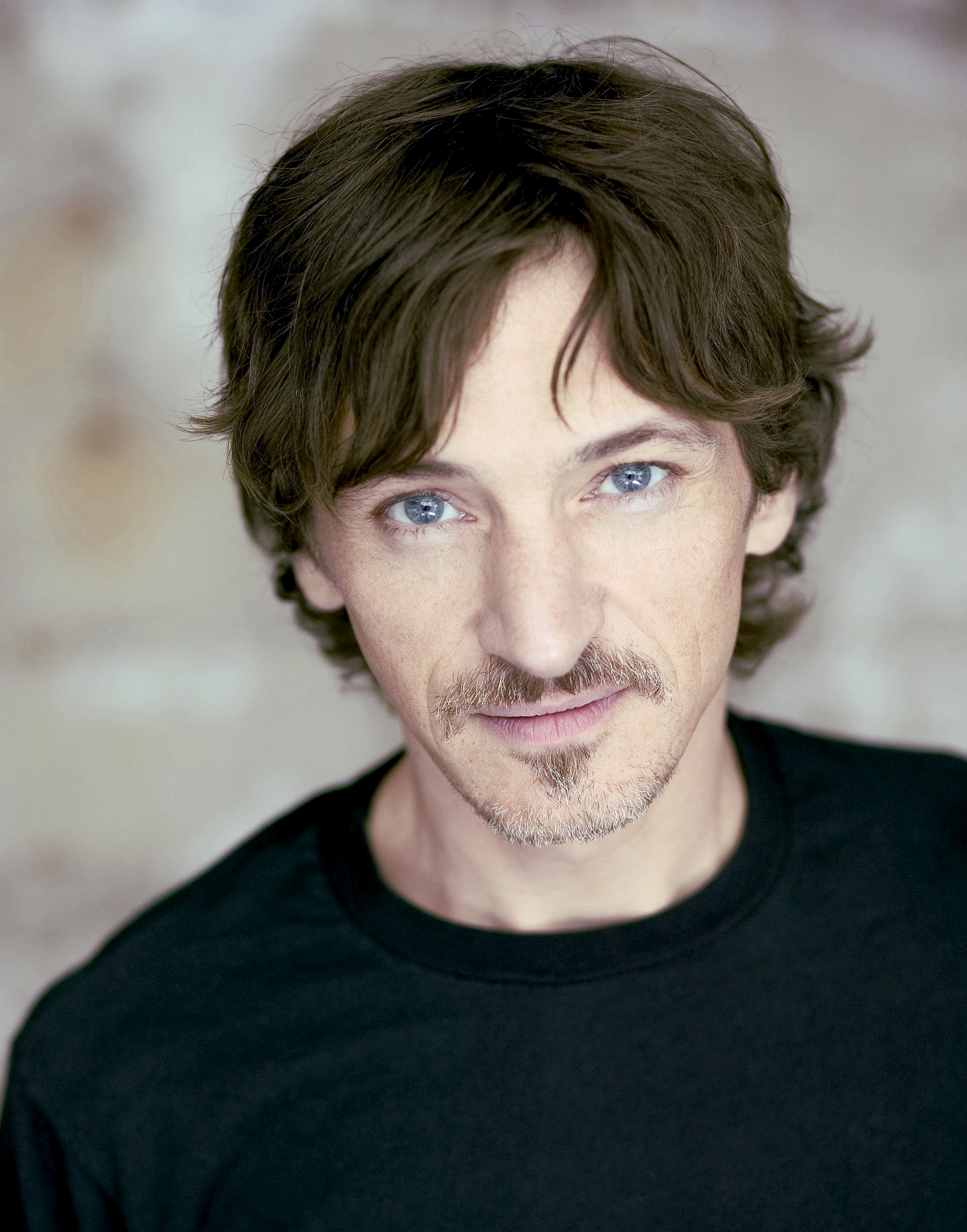

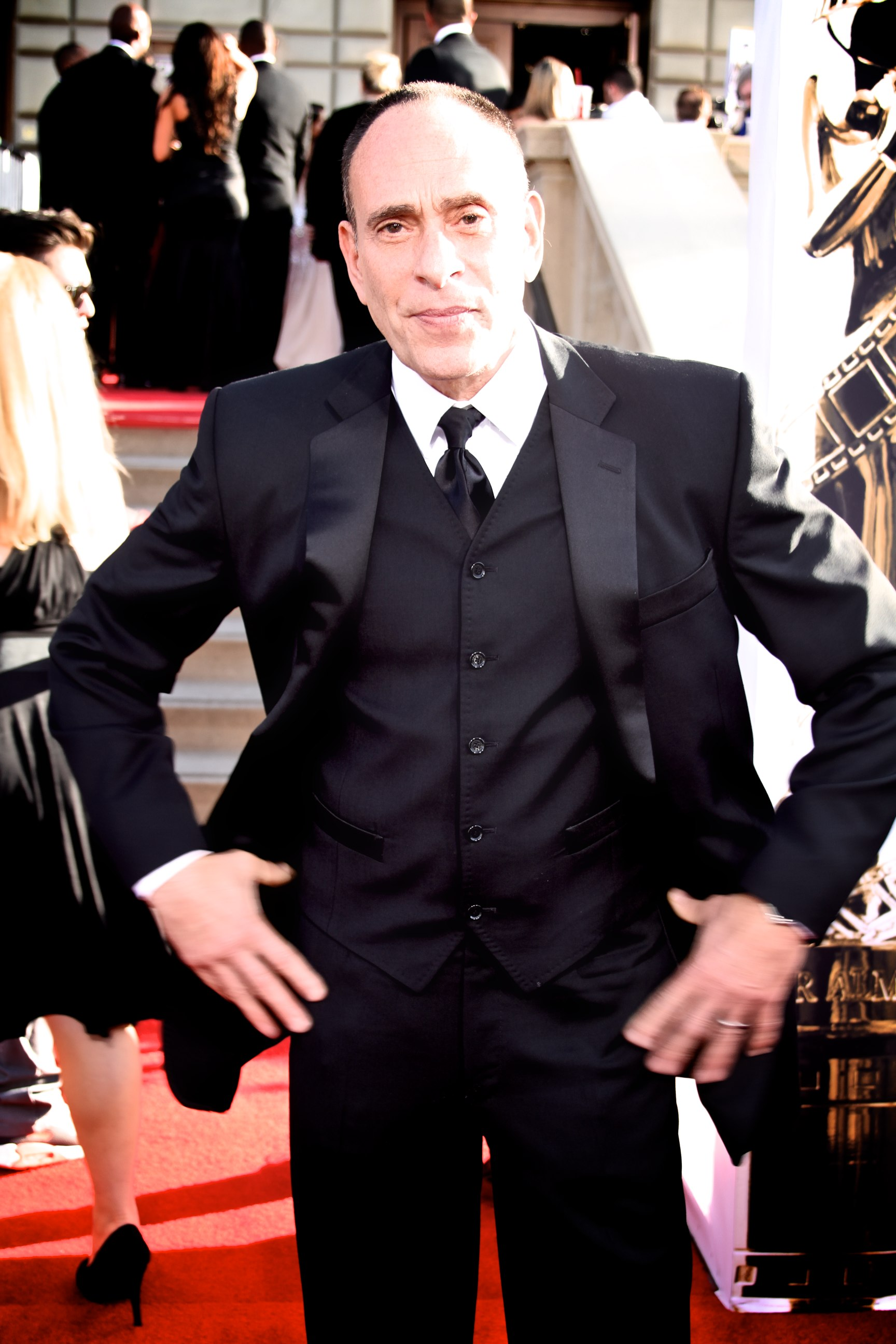

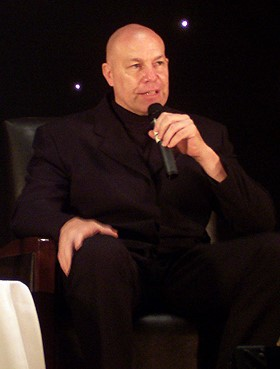

Малдер і Скаллі розслідують серію вбивств, в яких постраждалим видалено серце. Письменник, що живе по сусідству з Малдером, пише роман про вбивства перш, ніж вони відбуваються насправді. Скаллі відчуває суперечливі почуття по відношенню до письменника, який виявляє до неї підвищений інтерес.

## Зміст
Істина десь поруч
Філіп Паджетт, молодий автор, сидить за столом і під музичний супровід звуків ударів серця страждає від творчої кризи. Зрештою він виходить у ванну, щоб викинути недопалок. Без якихось роздумів та занепокоєння чоловік раптово забирається до грудної клітки і видаляє кривавляче серце.
Паджетт спускається металевими сходами в захаращений підвал і відчиняє двері спалювального приладу. Помітивши серце, що б'ється серед полум'я, і, не вражений побаченим, він безтурботно кидає паперовий пакет у вогонь та йде.
Дейна Скаллі зустрічає незнайомця, коли вона заходить у ліфт. Обидва їдуть мовчки до четвертого поверху, а Скаллі дещо засмучена. Вона щось шепоче про себе. У квартирі Фокса Малдер і Скаллі починають обговорення справи, над якою працюють. У справі серце жертви було вилучене за відсутності будь-яких істотних речових доказів. Малдер вважає, що серце було видалено методом, відомим як телекінетична хірургія. Тим часом Паджетт, який є сусідом Малдера, стоїть на стільці вухом до вентиляційного отвору, слухаючи їхню розмову. Потім Паджетт у ліжку довго роздумує над сюжетом.
Пізніше тієї ночі двоє підлітків вступають у суперечку в лісі. Дівчина на ім'я Меґі біжить у ліс, щоб побути на самоті, а Кевін, її хлопець, переслідує. Однак на нього нападають і його серце вилучають. Тим часом письменник напружено записує подію на свою машинку під заголовком «Биття серця». Наступного дня Малдер і Скаллі обговорюють цей випадок по телефону. Конверт без маркування виявляє Скаллі під час телефонної розмови в кабінеті, що містить «Мілагро» — тип підвіски. Поки вона розглядає кулон, озвучування від письменника описує потаємні й інтимні почуття Скаллі, коли вона розглядає непрошений подарунок. Скаллі оповідає Фоксу про «Палаюче серце» та що нема жодних відбитків.
Згодом Скаллі натрапляє на письменника в церкві. Він зізнається, що відправив Скаллі кулон і обговорює з нею картину Моє Божественне Серце. Паджетт розповідає про Дейну дуже багато в деталях і що захопився нею. Вона йде із храму, помітно збентежена. Скаллі зустрічається з Малдером у морзі й передає Фоксу зміст своєї зустрічі із письменником.
Малдер сідає в ліфт; туди ж встигає і письменник. Письменник продовжує писати — зараз він викладає думки обидвох агентів. Скаллі в морзі знову розглядає підвіску. В якійсь уяві Паджетт вводить Скаллі у свою квартиру. Фокс у своїй квартирі помічає продушину в кімнату письменника. Скаллі йде до Малдера і зупиняється — вона чує через відчинені двері стрекіт машинки письменника. Паджетт говорить із Дейною з іще більшою кількістю розкриттів її характеру. Малдер вривається і арештовує його на основі точних описів справи про вбивства у своєму романі, який він таємно прочитав, виявивши це в пошті. Скаллі читає книгу про себе.
Поки Паджетт перебуває під вартою, Меґі вбивають так само, як і Кевіна. Це встановлює фактичне алібі для автора. Не маючи конкретних та беззаперечних доказів убивств, і сподіваючись, що Паджетт може привести їх до свого партнера по злочину, Малдер звільняє Паджетта з-під варти. При виході з камери Паджетт натякає — Скаллі закохана в Малдера.
Повернувшись до своєї квартири, Паджетт розмовляє з убивцею з його книги, померлим бразильським хірургом на ім'я Кен Насьяменто. Виявляється, що через якийсь психічний зв'язок Насьяменто з Паджеттом ожив і позбавляв жертв сердець. Двоє обговорюють мотивації вбивств. Розуміючи, що його роман пророкує вбивство Скаллі, Паджетт прямує до сміттєспалювальної установки, щоб знищити свою роботу. Малдер перехоплює його, вважаючи, що Паджетт натомість знищує викривальні докази. Тим часом Насьяменто погоджується на вбивство Скаллі. Скаллі без жодного успіху випускає обойму з пістолета в Насьяменто.
Почувши постріли, Малдер біжить до своєї квартири і знаходить Скаллі на землі, залиту кров'ю, але живу. Дейна пригортається до Фокса і плаче. Епізод завершується озвучуванням автора, пояснюючи його останні дії. Незнайомець лежить уражений на підвалі перед підпалювачем, із замираючим биттям серця в руці, маючи «шанс дати те, чого сам він не міг отримати».
Мотив не завжди простий. Іноді він приходить набагато пізніше

## Зйомки
Ідея епізоду виникла, коли Джон Шибан і Френк Спотніц обговорювали, наскільки напруженим може бути написання «Цілком таємно». Шибан пізніше пояснив, що тема епізоду полягає в тому, як хтось настільки продумує певний поступ, що це стає реальним — ця історія була знайома кожному, хто написав сценарій. Шибан і Спотніц створили приблизний проєкт епізоду, а потім надіслали його творцю серіалу Крісу Картеру, який був зайнятий зйомками пілотного епізоду нового телевізійного серіалу «Жорстоке царство». Картер переписав частини сценарію, включаючи закінчення, щоб продемонструвати, що письменник, хоч і розгублений, справді «любить серце».
Пізніше Спотніц назвав епізод особливим. Він зазначив, що картки, які висять на стіні Паджетта, були підготовлені, щоб наслідувати оригінальний стиль написання «Цілком таємно», сказавши: «Карти, які є на стіні письменника, мають той самий формат, що ми написали в „Цілком таємно“ до дюйма». Ми використовували б ті самі картки, коли вигадували історії для серіалу".
Послідовність, в якій Малдер біжить, була знята з мотоцикла. Виробничий персонал вирішив використовувати мотоцикли, оскільки Духовни зміг випередити двох коней в епізоді 4-го сезону «Тунгуска». Кілька локацій, які були розвідані для епізоду, виявилися важкими у використанні. Дві церкви, які були відібрані для зйомок, скасували дозвіл безпосередньо перед початком виробництва, вимагаючи, щоб узгоджувачі знаходили заміни якомога швидше Сцени в лісі були зняті у Гріффіт-парку (Лос-Анджелес) через наявність численних сосон. Піч Паджетта знімали на знімальному майданчику під назвою «червоно-блакитна кімната». Спочатку він був створений для відкриття шостого сезону «Початок». Пошук кладовища із «старомодними вертикальними надгробками» виявився складним завданням для менеджера локацій Ільта Джонса. Врешті-решт один був знайдений в Альтадені.

## Показ і відгуки
«Мілагро» вперше вийшов у ефір у США 18 квітня 1999 року. Цей епізод отримав рейтинг Нільсена 9 із часткою 14, що означає — приблизно 9 % усіх домогосподарств, обладнаних телевізором, і 14 % домогосподарств, які дивляться телевізор, були налаштовані на епізод. Його переглянули 15,2 млн глядачів. Епізод був показаний у Великій Британії та Ірландії в ефірі «Sky One» 27 червня 1999 року, і зібрав 0,85 мільйона глядачів, що зробило його другим за популярністю того тижня.
Епізод отримав неоднозначні та позитивні відгуки критиків. Том Кессеніч у книзі «Експертиза: Несанкціонований погляд на сезони 6–9 Цілком таємно»" дав епізоду позитивний відгук, написавши: «Сила одкровень [Мілагро] була приголомшливою. Як і епізод». Роберт Шірман та Ларс Пірсон у книзі «Хочемо вірити: критичний посібник з Цілком таємно, Мілленіуму та Одиноких стрільців» оцінили епізод 5 зірками з п'яти, назвавши його «дослідженням перезапису з усіма залишеними помилками» та одним з найвизначніших епізодів серіалу. Вони також вважали, що виступ Андерсон був «викривальним», і оцінили запрошену зірку Гоукса як «зловісну і симпатичну». Характер Кена Націаменто був вказаний як один з кращих гостьових ролей серії з «TV Guide» і «UGO Networks» і перераховуючи його серед найвеличніших персонажів монстрів тижня «Цілком таємно».
Зак Гендлен дав епізоду оцінку «B -» і написав, що «він працює набагато краще, ніж заслуговує», в основному завдяки результативності Гоукса і «дивній битві» в сюжеті. Він особливо критикував «самовдоволений та помпезний» тон епізоду. Гендлен дійшов висновку, що епізод був «ніби дивитися, як чиясь фан-фантастика оживає». Однак він писав, що «в цьому є щось дивно захоплююче» — зокрема, був задоволений висновком, назвавши це моментом, коли «справи набирають сили». Гендлен стверджував, що епізод зводить Скаллі «до жертви, яка чекає, щоб дізнатись, який красень її врятує».. Пола Вітаріс з «Cinefantastique», незважаючи на те, що в епізоді зазначився потенціал стосунків між письменником та їхніми персонажами, відчувала, що «Мілагро» зраджує особистості Скаллі та показує, що вона робить речі, які не в її характері.
Френк Спотніц вважав «Мілагро» епізодом недооціненим. З цієї причини пізніше епізод був включений до компіляції DVD -файлів «X-Files Essentials» разом із сімома іншими епізодами. Образу Скаллі в епізоді приділено особливу увагу. Стегалл зазначив, що «якщо „Мілагро“ має одне повідомлення про сприйняття, це показано у Скаллі, яку бачать різними очима (Малдер, Паджетт, навіть Націаменто), але завжди однакову. Зрештою, ми не можемо знати, які з цих портретів її характеру правильні. Можливо, жоден з них не є. Це бравурний спектакль від Джилліан Андерсон, який добре відповідає стриманому Малдеру Духовни, діючи за його інстинктами». Еліс Рей Гелфорд, у своїй книзі «Дівчата-фентезі: гендер у новому всесвіті наукової фантастики та фентезійного телебачення», звинуватив серіал у «підкріпленні стереотипу щодо незалежних жінок як самотніх, невротичних та ностальгічних за сексуальною увагою з боку чоловіків». Сама Андерсон відчувала, що персонажу потрібно «розслабитися». Одного разу до неї звернувся фанат, який схилявся перед образом Скаллі як «втіленням жіночності», оскільки вона є персонажем, який «не тільки вміє бити ногами, але вона […] працює з Малдером, не стрибаючи на його». Андерсон у відповідь жартома відповіла: «Отже, втіленням жіночності є сексуальна стриманість? Я не думаю». Епізод особливо проаналізували шанувальники серіалу, і той факт, що Скаллі майже спокусили, спровокував жваву дискусію в Інтернеті.

## Ролі виконали
| Актор             | Роль           |
| ----------------- | -------------- |
| Девід Духовни     | Фокс Малдер    |
| Джилліан Андерсон | Дейна Скаллі   |
| Джон Гокс         | Філіпп Паджетт |
| Нестор Серрано    | Кен Насьяменто |
| Джилліан Бах      | Меггі          |
| Майкл Бейлі Сміт  | охоронець      |